# Eumeekia tincta
Eumeekia tincta är en fjärilsart som beskrevs av W. Warren 1912. Eumeekia tincta ingår i släktet Eumeekia och familjen mätare. Inga underarter finns listade i Catalogue of Life.